# Papa Onorio I
Onorio I (Ceprano, 585 – Roma, 12 ottobre 638) è stato il 70º papa della Chiesa cattolica dal 27 ottobre 625 fino alla sua morte.

## Biografia
Onorio, secondo alcuni storici, era nato a Ceprano, figlio del governatore Petronio da Ceccano, ed era di una famiglia appartenente alla tradizione senatoriale. La sua elezione e approvazione imperiale fu molto rapida e venne ordinato vescovo di Roma il 27 ottobre 625 (secondo alcune fonti il 3 novembre), soltanto due giorni dopo la morte del suo predecessore, papa Bonifacio V. Questa celerità nell'ottenimento del riconoscimento imperiale (per i pontefici precedenti erano trascorsi molti mesi tra l'elezione e il placet di Costantinopoli) era dovuta al fatto che l'imperatore bizantino aveva preventivamente delegato a questa funzione l'esarca di Ravenna, che casualmente in quei giorni si trovava a Roma.

### Pontificato
Durante il suo pontificato, Onorio diede impulso a campagne missionarie di una certa importanza, soprattutto verso le isole britanniche, e in particolare nel Wessex. Riuscì a introdurre in Irlanda la stessa data di celebrazione della Pasqua utilizzata dal resto della Chiesa cattolica.
Pare che la festa dell'Esaltazione della Santa Croce sia stata istituita durante il pontificato di Onorio.
Sotto il suo pontificato fu disposta la trasformazione della Curia Iulia, l'edificio in cui il Senato romano si era per secoli riunito, in una chiesa cristiana (Sant'Adriano al Foro), evento che potrebbe essere assunto come simbolo del definitivo trapasso di Roma dalla tarda antichità al Medioevo.
Pure a questo periodo risalgono l'edificazione di importanti chiese e gli ultimi interventi edilizi di una certa importanza nell'Urbe prima dell'Alto Medioevo, che probabilmente furono finanziati direttamente dal papa con il proprio patrimonio. In ogni caso, se pure tutte queste opere fossero state finanziate col tesoro di San Pietro, Onorio lo lasciò praticamente intatto, a conferma delle indubbie doti di accorto amministratore che gli furono riconosciute.
Morì il 12 ottobre 638 e venne sepolto in San Pietro.

## La crisi monotelita: Onorio papa eretico?
Nel corso del suo ministero come vescovo di Roma Onorio appoggiò, in un suo scritto, una formulazione cristologica monotelita, proposta dall'imperatore Eraclio allo scopo di portare ad una riconciliazione tra cristiani monofisiti e cristiani ortodossi-calcedonesi. Per questo motivo, a più riprese dopo la sua morte, Onorio subì l'anatema assieme ad altri eretici monoteliti, in particolare durante il Concilio di Costantinopoli III (sesto concilio ecumenico). La condanna di Onorio per eresia venne in seguito confermata da papa Leone II, come fu dimostrato da Cesare Baronio durante la sua disputa con Roberto Bellarmino.
Si ebbe, quindi, il caso di un papa che aveva affermato eresie in un suo scritto indirizzato al patriarca di Costantinopoli (uno dei cinque patriarchi a capo delle chiese cristiane di allora e, nella gerarchia di onore, la seconda autorità della cristianità), e la cui eresia venne anatematizzata da un concilio ecumenico e confermata da altri papi di Roma. Questo caso costituì, in seguito, una delle principali opposizioni al dogma dell'infallibilità papale, formulato nel Concilio Vaticano I del 1870.

### Origini e sviluppi del monotelismo
All'inizio del VII secolo la situazione politica dell'Impero bizantino aveva attraversato un momento particolarmente delicato: Costantinopoli era di fatto isolata dal resto dei territori, mentre gli Slavi invadevano la penisola balcanica e i Persiani Sasanidi occupavano Armenia, Cilicia e Palestina (conquista di Gerusalemme nel 614).
Con Eraclio I l'Impero conobbe, invece, un momento di recupero: Eraclio riconquistò dai Persiani l'Armenia, parte della Persia stessa, la Siria e l'Egitto (battaglia di Ninive del 627).  Si trattava di zone ad alta concentrazione di cristiani monofisiti. Poiché i Monofisiti (che non avevano accettato come valido il concilio di Calcedonia e le sue definizioni dogmatiche) costituivano prima di tutto un ostacolo all'unità interna dell'Impero, si tentò di recuperarli anche per quanto atteneva la formulazione della fede, con l'espediente della dottrina monoenergeta, di fatto una forma velata di monofisismo. Secondo questa dottrina, si affermava ufficialmente che in Gesù Cristo ci fossero due "nature" (umana e divina), ma una sola "energia" od "operazione" (quella divina). Ora, poiché in metafisica l'"energia" è la capacità di agire propria di ogni natura, non supporre in Cristo una energia umana accanto a quella divina significava, di fatto, negare l'integrità della sua stessa natura umana, naturalmente in modo molto velato.
Il patriarca ecumenico di Costantinopoli, Sergio, inviò la propria "formula di fede" al papa di Roma, Onorio:
(Lettera di Sergio di Costantinopoli a Onorio di Roma, Mansi, X,530-532)
Onorio rispose alla lettera di Sergio approvando le formulazioni dogmatiche contenute in essa:
(Lettera di Onorio di Roma a Sergio di Costantinopoli, Mansi, X,539-542, cfr. Migne, PL, LXXX,472)
Contemporaneamente, ad Alessandria d'Egitto il patriarca Ciro riusciva, come Sergio, a "riagganciare" i monofisiti con una formula in cui affermava che Cristo agisce mia theandrike energeia ("con una sola operazione divino-umana", formula ambigua tanto quanto quella di Sergio).
L'opposizione di alcuni, anche in Oriente (soprattutto monaci ortodossi) provocò un intervento imperiale di pacificazione e compromesso, la cosiddetta Ekthesis di Eraclio (638), sommamente ambigua.  In essa veniva sospesa la discussione sul "monoenergismo" (una o due operazioni, o energie), ma rimaneva un'esplicita difesa del "monotelismo" (una sola volontà):
(Ekthesis di Eraclio, Mansi, X, pp. 994-995)
Le contese proseguirono, tanto che intervenne un successore di Eraclio, Costante II Pogonato, imponendo il silenzio.
Martino I, papa di Roma, convocò un sinodo (il Lateranense del 649) e condannò l'eresia monotelita. La reazione imperiale fu feroce: Martino venne arrestato e condotto a Costantinopoli, tenuto in carcere per più di tre mesi, poi esposto nudo al pubblico ludibrio per le strade della capitale e infine esiliato. La pace tornò solo vent'anni più tardi: l'imperatore Costantino IV convocò un concilio ecumenico (il Costantinopolitano III, poi confermato dal Trullano o "Concilio Quinisesto") nel 680, durante il quale il monotelismo fu condannato nel modo più solenne.

### La questione di Onorio nel dibattito sull'infallibilità
Approvando lo scritto del patriarca Sergio, Onorio approvava l'eresia monotelita. Fu dunque un papa eretico? Il problema (in tedesco Honoriusfrage, "questione di Onorio", o Honoriusstreit, "disputa di Onorio") si pose con particolare forza durante il Concilio Vaticano I, in connessione con la discussione sull'infallibilità papale.
Di fatto, Onorio fu giudicato eretico nei secoli immediatamente successivi alla sua vita:
- nel Concilio Costantinopolitano III (680-681), riconosciuto sesto concilio ecumenico da tutte le Chiese cristiane;[7]
- da papa Leone II (682-683);[8]
- dal settimo (787) e ottavo (869-870) Concilio ecumenico;
- da papa Adriano II (867-872).

Le affermazioni di Onorio erano eretiche? Se si sta ai termini utilizzati, l'eresia è chiara. Quanto alle intenzioni profonde, probabilmente Onorio non colse nemmeno il problema in gioco; sta di fatto che fu perlomeno superficiale.
Più volte la storiografia cattolica si era impegnata nella difesa dell'ortodossia di Onorio. Albert Pigge fu probabilmente il primo a sostenere la tesi che Onorio avesse risposto al patriarca Sergio come privata persona e non come papa, e perciò – sebbene lo scritto di Onorio contenesse un'eresia – l'ufficio petrino non ne usciva pregiudicato.
Juan de Torquemada, invece, aveva ipotizzato che le accuse contro Onorio potessero essere il frutto di opera di falsificazione da parte degli scismatici greci. Fu però il cardinal Baronio (Annales, 1588-1605) a cercare di dimostrare che gli atti del concilio Costantinopolitano III, così come altri atti conciliari successivi, fossero stati interpolati, con l'inserzione di interi fascicoli o la sostituzione del nome di Teodoro (patriarca di Costantinopoli dal 677 al 679) con quello di Onorio (scambio non impossibile nella scrittura greca del tempo). L'autore di questa falsificazione sarebbe stato lo stesso Teodoro. Similmente, anche il gesuita Nicolò Maria Pallavicini tentò di dimostrare la falsificazione degli atti del concilio ecumenico.
Il cardinale domenicano Giuseppe Agostino Orsi mise però in evidenza il pericolo insito nella difesa messa in campo da Baronio (porre in dubbio l'autenticità degli atti di un concilio ecumenico così come erano stati tramandati significava incrinare l'attendibilità di una delle fonti della tradizione cristiana), affermando - con una certa forzatura anche da parte sua - che fu la condanna del concilio di Costantinopoli ad essere uno scritto privato (dei vescovi radunati) e non un pronunciamento solenne di un concilio ecumenico.
La difesa messa in campo dal Baronio, tuttavia, si rivelò alla fine del tutto inconsistente da un punto di vista filologico (come venne dimostrato da Karl Josef von Hefele): in certi punti il nome di Onorio è seguito dai tipici epiteti papali (quindi la semplice sostituzione di un nome non sarebbe stata sufficiente). Inoltre, secondo il Baronio, Teodoro di Costantinopoli avrebbe approfittato dei mesi successivi alla chiusura del concilio per modificare gli atti ufficiali, prima che questi venissero spediti a tutte le chiese; ma Hefele dimostrò con fonti sicure che in quegli anni Teodoro era stato allontanato da Costantinopoli e che poté ritornare in possesso del seggio patriarcale solo nel 683 o forse anche più tardi.
Nel XIX secolo il dibattito si fece ancora più acceso.  Alcuni difensori a oltranza dell'infallibilità papale (i cosiddetti "ultramontanisti") si appellarono al principio che prima sedes a nemine iudicetur ("la sede romana non può essere giudicata da nessuno"), e che quindi la condanna pronunciata dai Concili ecumenici era illegittima a prescindere, al di là dei contenuti degli scritti di Onorio o della loro interpretazione a Costantinopoli.  Di fatto, però, proprio quando questo principio (Prima sedes a nemine iudicetur) fu formulato per la prima volta nella storia del cristianesimo, da parte di papa Adriano II, venne esplicitamente posta l'eccezione per il caso dell'eresia di Onorio.
Altri tentarono di dimostrare che il concilio Costantinopolitano III non era davvero un concilio ecumenico, perché non era stato convocato dal papa. In realtà, tuttavia, tutti i concili del primo millennio furono convocati dall'Imperatore romano. Di fatto, la condanna di Onorio venne espressa più volte proprio dalla Chiesa antica: negandola, si negherebbe la credibilità della Chiesa stessa.
In realtà, però, proprio grazie alla formulazione del dogma dell'infallibilità elaborata dal Concilio Vaticano I, il problema dell'eresia di Onorio venne disinnescato. Secondo il dogma cattolico, infatti, l'infallibilità del papa si eserciterebbe soltanto nelle dichiarazioni ex cathedra (cioè quando il papa stesso "impegna" la propria infallibilità). La lettera di Onorio non sarebbe da ritenere uno scritto ex cathedra (in quanto formalmente non era rivolta a tutti i cristiani bensì al solo patriarca, che, in quanto persona specifica, non avrebbe potuto rappresentare tutti i credenti), ma semplicemente uno strumento con cui Onorio voleva porre fine, in modo privato, ad una disputa che non era di suo gradimento.
La formulazione del dogma fatta dal Vaticano I limitava la prerogativa dell'infallibilità ai soli pronunciamenti "ex cathedra, cioè quando [il papa] esercita il suo supremo ufficio di pastore e dottore di tutti i cristiani", condizione essenziale perché una certa affermazione del papa debba essere considerata infallibilmente vera dai credenti cattolici; lo stesso concilio, tuttavia, non definì quali fossero le caratteristiche formali che farebbero, del pronunciamento di un papa, una affermazione ex cathedra, cioè che permetterebbero di riconoscere che un papa (a maggior ragione un papa del passato) abbia parlato in veste di «pastore e dottore di tutti i cristiani».
Di fatto, la soluzione più funzionale all'applicabilità del dogma ai casi passati fu che un papa del passato sia stato infallibile nei casi in cui il suo pronunciamento, se fosse stato fatto ai giorni nostri, avrebbe impegnato formalmente ed esplicitamente l'infallibilità. In questo modo si potevano salvare tutti i casi "imbarazzanti" del passato, compreso quello dell'eresia di Onorio, "declassando" a posteriori qualsiasi scritto ambiguo, o contraddittorio rispetto a successive formulazioni dogmatiche, a pronunciamento in cui il papa non aveva impegnato la propria infallibilità.